# The Nude Bomb
The Nude Bomb (también conocida como The Return of Maxwell Smart o Maxwell Smart and the Nude Bomb) es una comedia de 1980 basada en la serie de televisión Get Smart. Protagonizada por Don Adams como Maxwell Smart, el superagente 86, fue dirigida por Clive Donner. Fue retitulada The Return of Maxwell Smart para televisión así que causó algunos problemas con los censores.

## Argumento
- En el film, Smart es llamado de vuelta en el servicio con la orden de detener al nefasto plan terrorista de KAOS de hacer explotar una bomba que destruye sólo la ropa, lo que permitiría a KAOS ser el único proveedor de ropa en el mundo entero.

## Reparto

### PITS (Servicio Táctico de Inteligencia Provisional)
- Maxwell Smart, Superagente 86 - Don Adams
- El Jefe - Dana Elcar
- Larabee - Robert Karvelas
- Carruthers - Norman Lloyd
- Agente 36 - Pamela Hensley
- Dr. Jerry Krovney - Gary Imhoff
- Dra. Pam Krovney - Sarah Rush
- Agente 22 - Andrea Howard
- Agente 13 - Joey Forman
- Agente 34 - Sylvia Kristel
- Harrington - Robert Ball

### KAOS
- Norman Saint Sauvage - Vittorio Gassman
- Nino Salvatori Sebastiani - Vittorio Gassman
- Madame Rose

### Naciones Unidas
- Embajador estadounidense - Walter Brooke
- Delegado francés - Patrick Gorman
- Delegado jamaiquino - Earl Maynard
- Delegado ruso - Alex Rodine
- Delegado alemán - Richard Sanders
- Delegado italiano - Vito Scotti
- Delegado inglés - Byron Webster
- Delegado polaco - Ross Evans
- Delegado nigeriano - Lawrie Osag

### Otros
- Jonathon Levinson Seigle - Bill Dana
- Dolly Francine Winston
- Edith Von Secondberg - Rhonda Fleming
- Presidente - Thomas Hill
- Patrona - Cecil Cabot
- Doctor - David Adnopoz

## Comentarios
El primo de Adams Robert Karvelas (Larrabee) es el único miembro del reparto de la serie de televisión que regresó para esta película. Dana Elcar interpreta al Jefe en la película (porque Edward Platt murió pocos años antes); no se hace ninguna referencia al personaje de Barbara Feldon de la serie de TV, la agente 99, o a su matrimonio con Smart. Sylvia Kristel, por ese tiempo bien conocida por sus apariciones en la serie de películas Emmanuelle, hace una aparición como la agente 34, con la actriz Andrea Howard actuando como la agente 22 (el tipo de rol de la agente 99) y Vittorio Gassman actuando como un villano parecido a Blofeld. El agente 13 fue interpretado por Joey Forman, quien actuó de Harry Hoo en la serie de TV.
La agencia de Smart, llamada CONTROL en la serie de TV, es llamada PITS en esta película, un acrónimo de Provisional Intelligence Tactical Service (Servicio Táctico de Inteligencia Provisional).
A pesar del título, la película fue catalogada como PG debido al hecho de que no hay desnudos frontales en ésta. En cinco ocasiones en el film la bomba fue detonada, pero en cada caso los actores cubrieron sus partes íntimas con maletines estratégicamente colocados, armas (los guardias del Palacio de Buckingham) o se mostró en escena sólo su parte superior. En un caso los miembros de un equipo de fútbol estaban en un partido cuando la bomba detonó revelando las partes traseras desnudas de algunos jugadores. En la escena final, las tres estrellas del film son mostradas desnudas por la secuela de la destrucción de todas las bombas en los cuarteles enemigos, pero son filmadas desde atrás a cierta distancia, y con un cartel de "fin" cubriendo cada una de sus posaderas.

### Recepción
La película provocó decepciones. Casi una década después otro film fue producido, esta vez para TV, en ABC. Get Smart, Again! pudo reunir a la mayor parte del reparto original, olvidando lo sucedido en The Nude Bomb para propósitos de continuidad.

### Emisión en TV
En 1982, el film fue transmitido por televisión por primera vez (con el ya mencionado título nuevo). El canal por el que fue transmitido fue NBC, el medio original por el que la serie de TV era emitida (antes de cambiar a CBS en su temporada final). Actualmente, ambas NBC y la productora de la película, Universal Studios, son propias de NBC Universal.

## Premios y nominaciones
- Premio Golden Raspberry

Nominada: Premio Razzie por la Peor Película